# Está vuestra merced... pues, como digo... ¡eh! ¡cuidado! si no...
El aguafuerte Está vuestra merced... pues, como digo... ¡eh! ¡cuidado! si no... es un grabado de la serie Los Caprichos del pintor español Francisco de Goya. Está numerado con el número 76 en la serie de 80 estampas. Se publicó en 1799.

## Interpretaciones de la estampa
Existen varios manuscritos contemporáneos que explican las láminas de los Caprichos. El que se encuentra en el Museo del Prado se tiene como autógrafo de Goya, pero parece más bien despistar y buscar un significado moralizante que encubra significados más arriesgados para el autor. Otros dos, el que perteneció a Ayala y el que se encuentra en la Biblioteca Nacional, realzan la parte más escabrosa de las láminas.
- Explicación de esta estampa del manuscrito del Museo del Prado: La escarapela y el bastón le hacen creer a este majadero que es de superior naturaleza y abusa del mando que se le confía para fastidiar a cuantos le conocen, soberbio, insolente y vano con los que son inferiores, abatido y vil con los que pueden más que él.[2]

- Manuscrito de Ayala: Los militares hinchados, llenos de gota y de potra, echan brabatas a los tullidos, ya que no las echaron a los enemigos.[2]

- Manuscrito de la Biblioteca Nacional: Idem anterior.[2]